# Grandes Platières
Les Grandes Platières sont un sommet de France situé en Haute-Savoie, dans le massif du Faucigny, au centre du désert de Platé, à 2 480 mètres d'altitude. Accessible par un téléphérique, la montagne fait partie du domaine skiable de Flaine dont la station se trouve à ses pieds au nord-ouest.

## Géographie

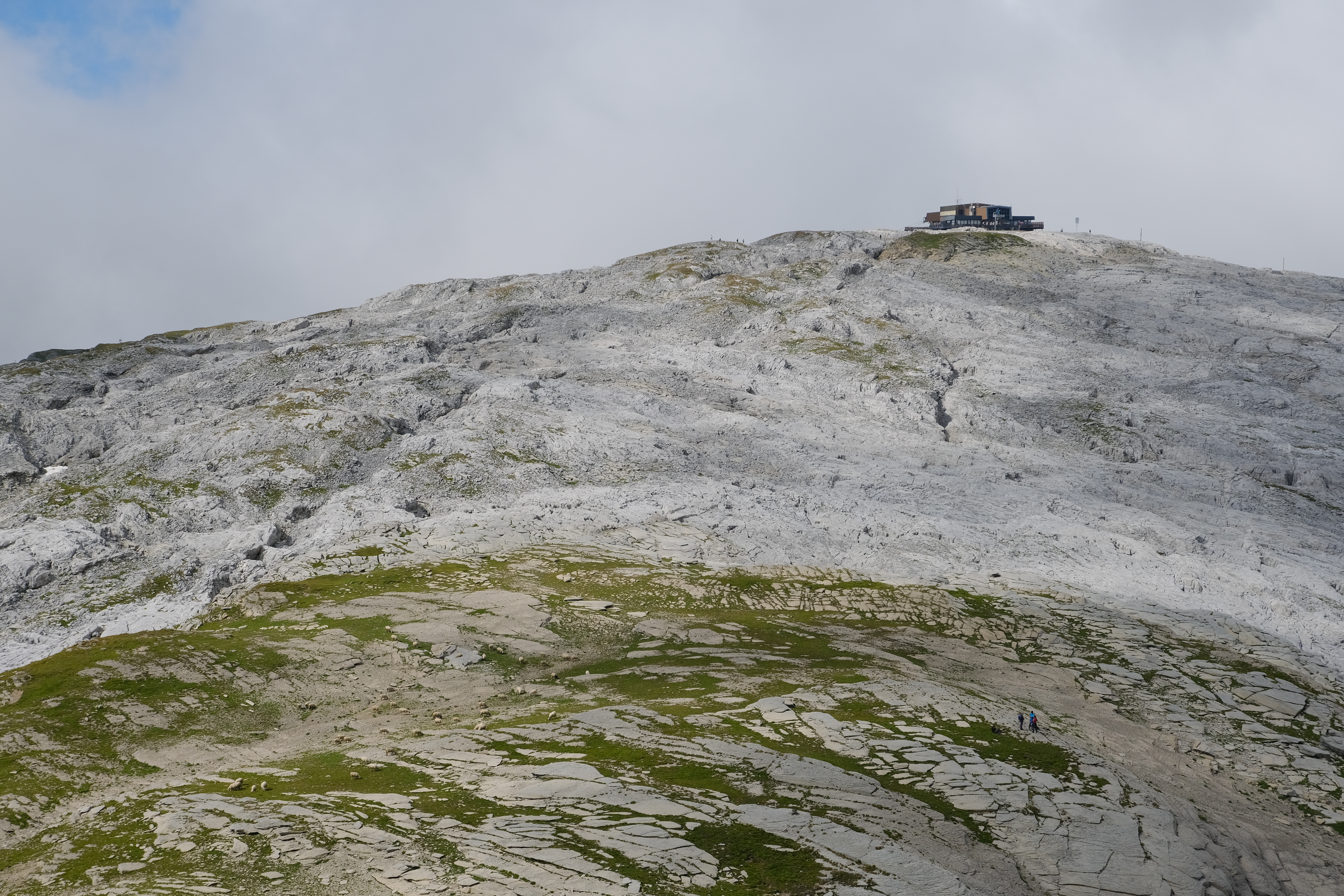
Vue depuis les Châteaux de Cran au sud des Grandes Platières et de la gare d'arrivée de son téléphérique.

Les Grandes Platières sont situées dans l'est de la Haute-Savoie, au cœur du massif du Faucigny, un sous-ensemble du massif du Giffre qui s'étend au nord-est de la vallée de l'Arve, au nord des aiguilles Rouges, à l'ouest de la vallée du Rhône suisse et au sud du massif du Chablais. La montagne forme un dôme aux pentes peu prononcées au centre du Désert de Platé, plateau situé entre 2 000 et 2 500 mètres d'altitude et délimité par des falaises et des sommets escarpés dont certains s'élèvent à plus de 2 700 mètres d'altitude.
Le sommet des Grandes platières culmine à 2 480 mètres d'altitude au sud-est de Flaine (1 600 m), au sud-ouest des chalets de Sales (1 875 m) et au nord des chalets de Platé (1 600 m). Ses pentes s'étalent sur des kilomètres de distance avec une faible déclivité — notamment en direction du nord et de l'est — jusqu'aux têtes de Véret (2 309 m), de Balacha (2 309 m) et Pelouse (2 475 m) par delà le col de Platé (2 356 m) au nord, au torrent de Sales (1 900 m) à l'est, à la pointe de Platé (2 554 m) au sud, à la tête des Lindars (2 560 m) et par-delà la tête du Colonney (2 692 m) par delà le col du Colonney (2 321 m) au sud-ouest et à l'Aup de Véran (2 437 m) à l'ouest. Ce relief singulier est le fait d'une géologie marquée par des calcaires de l'Éocène moyen et supérieur faiblement plissés en anticlinal. Cette surface structurale présente une importante karstification sous la forme de vastes lapiaz en surface et d'un réseau karstique en souterrain communiquant avec la surface par plusieurs avens,.
D'un point de vue administratif, la montagne se trouve sur les territoires communaux d'Arâches-la-Frasse au nord dont le chef-lieu se trouve au nord-ouest, de Sixt-Fer-à-Cheval à l'est dont le chef-lieu se trouve au nord-est, de Passy au sud-ouest dont le chef-lieu se trouve au sud-ouest et de Magland à l'ouest dont le chef-lieu se trouve au nord-ouest — toutes ces limites communales convergent en lignes droites ou brisées au sommet de la montagne. Tout ou partie de la montagne fait l'objet de plusieurs mesures de protection environnementale avec la réserve naturelle nationale de Sixt-Passy sur le versant oriental de la montagne sur le territoire communal de Six-Fer-à-Cheval, le géosite du Désert de Platé sur son ubac et son adret, le site du réseau Natura 2000 du Haut Giffre et la ZNIEFF de type I sur les territoires communaux de Six-Fer-à-Cheval et de Passy ainsi que la ZNIEFF de type II du Haut Faucigny.

## Activités

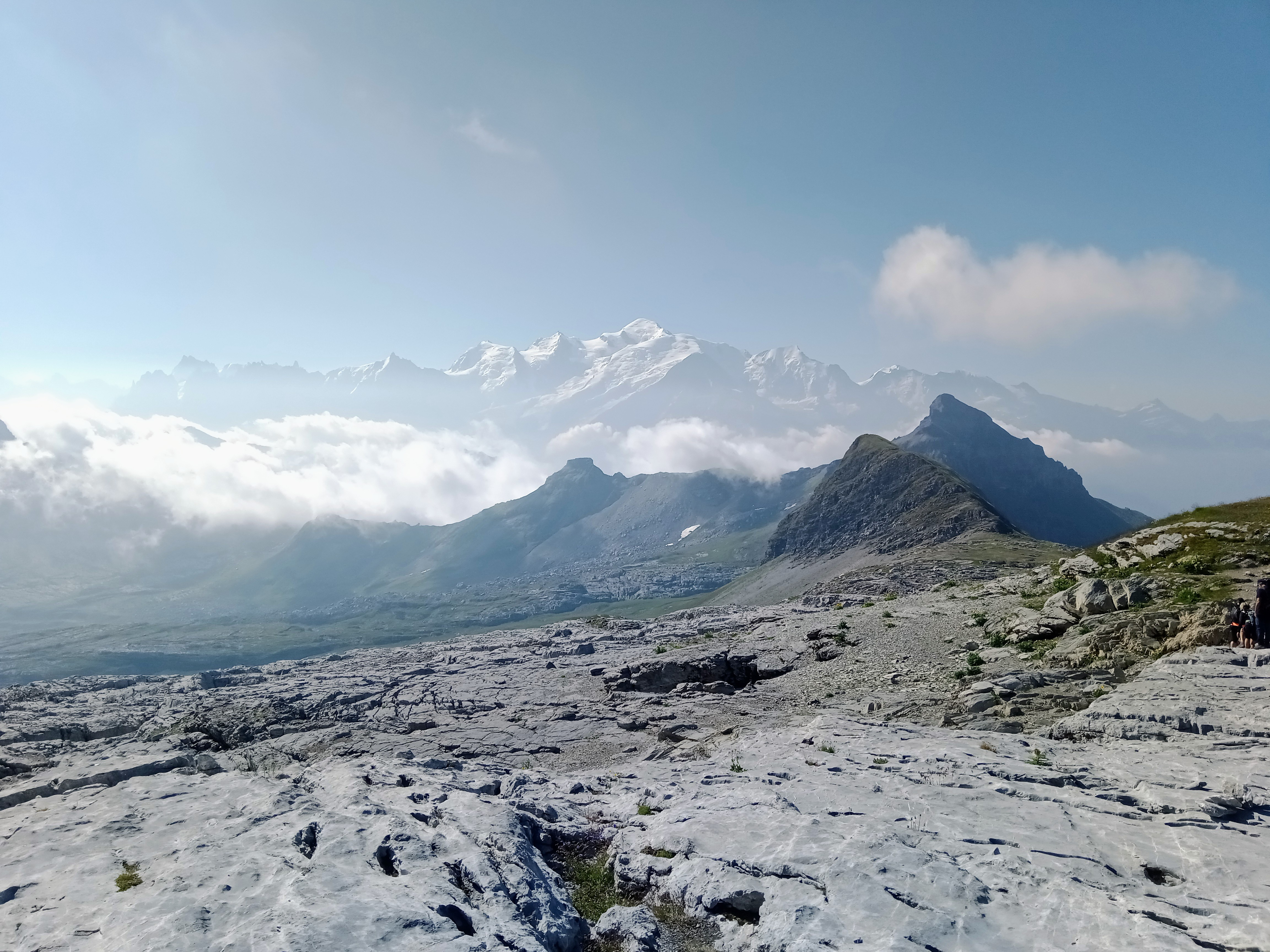
Vue des lapiaz du Désert de Platé, du rebord méridional du massif du Faucigny (pointe du Dérochoir, pointe de Platé, Châteaux de Cran) et du massif du Mont-Blanc depuis le sommet des Grandes Platières.

Le sommet est accessible toute l'année et en toute saison.
En période hivernale, deux remontées mécaniques, le téléphérique des Grandes-Platières et le télésiège du Diamant Noir, amènent les skieurs en haut de cinq pistes bleues, rouges et noires,. Ces remontées mécaniques font partie de la station de sports d'hiver de Flaine intégrée au domaine skiable du Grand Massif avec les Carroz d'Arâches, Samoëns 1600 et Morillon. Avec 2 480 mètres d'altitude, les Grandes Platières ne constituent toutefois pas le point culminant de ce domaine skiable, le télésiège des Lindars Nord situé à l'ouest arrivant à 2 484 mètres d'altitude sur l'ubac de la tête des Lindars. Le sommet est également accessible en ski de randonnée depuis la vallée du Giffre via le col de Platé au nord ou depuis la vallée de l'Arve via le Désert de Platé au sud.
Hors période hivernale et surtout en période estivale, le sommet est accessible à pied par plusieurs sentiers de randonnée dont le GR 96 entre Flaine et les chalets de Platé via le col du Colonney, par une piste carrossable à accès réglementé via le col de Platé ou avec le téléphérique qui fonctionne aussi en période estivale,. Du sommet, un sentier géologique en boucle en direction du col du Colonney au sud-ouest qui propose une découverte du Désert de Platé, notamment sa formation, ses fossiles et sa karstification.
À l'arrivée du téléphérique se trouvent un restaurant et quelques commodités touristiques dont une terrasse offrant un panorama sur une partie des Alpes du Nord et notamment sur les sommets du massif du Chablais au nord, du massif du Faucigny à l'ouest et à l'est mais également le mont Blanc au sud.